# I’m a Joker
Az I’m a Joker (magyarul: Mókás vagyok) egy dal, amely Grúziát képviselte a 2012-es Eurovíziós Dalfesztiválon. A dal a 2012. február 19-én rendezett grúz nemzeti döntőben vett részt, ahol az első helyen végzett. A dalt a grúz Anri Jokhadze adta elő angol és grúz kevert nyelven.
Az Eurovíziós Dalfesztiválon a dalt a május 24-én rendezett második elődöntőben adta elő, a fellépési sorrendben tizenkettedikként, a svéd Loreen Euphoria című dala után, és a török Can Bonomo Love Me Back című dala előtt. Az elődöntőben 36 ponttal a tizennegyedik helyen végzett, így nem jutott tovább a döntőbe.
A következő grúz induló Nodiko Tatisvili és Szopo Gelovani Waterfall című dala volt a 2013-as Eurovíziós Dalfesztiválon.

## Külső hivatkozások
- Dalszöveg
- YouTube videó: Az I'm a Joker című dal előadása a grúz nemzeti döntőben